# Монтемањо (Пиза)
Монтемањо (итал. Montemagno) је насеље у Италији у округу Пиза, региону Тоскана.
Према процени из 2011. у насељу је живело 344 становника. Насеље се налази на надморској висини од 114 м.